# 工业七十条
《国营工业管理工作条例（草案）》，1961年9月中共中央颁发，共10章70条，故俗称《工业七十条》，对中国工业企业管理各事项作了明确的规定。

## 历史
1961年6月12日，毛泽东谈到《农业六十条》时指出：“城市也要搞几十条。”6月17日，中共中央书记处召开会议，确定由薄一波主持起草工业条例。7月16日，薄一波报送了初稿。1961年8月23日至9月16日，中央工作会议在庐山召开，讨论通过。9月16日，中共中央批准实行。文化大革命中，《工业七十条》被废弃不用。